# Lijst van voetbalinterlands Eritrea - Swaziland
Deze lijst van voetbalinterlands is een overzicht van alle officiële voetbalwedstrijden tussen de nationale teams van Eritrea en Swaziland. De landen hebben tot op heden twee keer tegen elkaar gespeeld. De eerste wedstrijd, een kwalificatiewedstrijd voor de Afrika Cup 2008, vond plaats op 7 oktober 2006 in Asmara. Het laatste duel, de returnwedstrijd in dezelfde kwalificatiereeks, werd gespeeld in Manzini op 9 september 2007.

## Wedstrijden
| № | Plaats  | Datum            | Competitie                   | Wedstrijd           | Uitslag |
| - | ------- | ---------------- | ---------------------------- | ------------------- | ------- |
| 1 | Asmara  | 7 oktober 2006   | Afrika Cup 2008 kwalificatie | Eritrea − Swaziland | 0 − 0   |
| 2 | Manzini | 9 september 2007 | Afrika Cup 2008 kwalificatie | Swaziland − Eritrea | 0 − 0   |

## Samenvatting
| Competitie              | Totaal gespeeld | Winst Eritrea | Gelijk | Winst Swaziland | Doelsaldo Eritrea – Swaziland |
| ----------------------- | --------------- | ------------- | ------ | --------------- | ----------------------------- |
| Afrika Cup-kwalificatie | 2               | 0             | 2      | 0               | 0 − 0                         |
| Totaal                  | 2               | 0             | 2      | 0               | 0 − 0                         |

ENFF · 
Eritrees vrouwenelftal
Interlands
Tegenstander:
Angola ·
Botswana ·
Burundi ·
Djibouti ·
Ghana ·
Jemen ·
Kameroen ·
Kenia ·
Malawi ·
Mali ·
Mozambique ·
Namibië ·
Nigeria ·
Oeganda ·
Rwanda ·
Senegal ·
Seychellen ·
Soedan ·
Somalië ·
Swaziland ·
Tanzania ·
Zimbabwe
NFAS · 
Swazisch vrouwenelftal
1968 · 
1969 · 
1970 · 
1971 · 
1972 · 
1973 · 
1974 · 
1975 · 
1976 · 
1977 · 
1978 · 
1979 · 
1980 · 
1981 · 
1982 · 
1983 · 
1984 · 
1986 · 
1987 · 
1988 · 
1989 · 
1990 · 
1991 · 
1992 · 
1993 · 
1994 · 
1995 · 
1996 · 
1997 · 
1998 · 
1999 · 
2000 · 
2001 · 
2002 · 
2003 · 
2004 · 
2005 · 
2006 · 
2007 · 
2008 · 
2009 · 
2010 · 
2011 · 
2012 · 
2013 · 
2014 ·
2015 ·
2016 ·
2017 ·
2018 ·
2019 ·
2020 ·
2021 ·
2022 ·
2023 ·
2024
Angola ·
Botswana ·
Burkina Faso ·
Comoren ·
Congo-Brazzaville ·
Congo-Kinshasa ·
Djibouti ·
Egypte ·
Eritrea ·
Gabon ·
Ghana ·
Guinee ·
Guinee-Bissau ·
Kaapverdië ·
Kameroen ·
Kenia ·
Lesotho ·
Libië ·
Madagaskar ·
Malawi ·
Mali ·
Mauritius ·
Mozambique ·
Namibië ·
Niger ·
Nigeria ·
Senegal ·
Seychellen ·
Sierra Leone ·
Soedan ·
Somalië ·
Tanzania ·
Togo ·
Tunesië ·
Zambia ·
Zimbabwe ·
Zuid-Afrika